# Asphondylia mimosae
Asphondylia mimosae är en tvåvingeart som beskrevs av Ephraim Porter Felt 1934. Asphondylia mimosae ingår i släktet Asphondylia och familjen gallmyggor. Inga underarter finns listade i Catalogue of Life.